# Narcís-Jordi Aragó i Masó
Narcís-Jordi Aragó i Masó (Girona, 29 de juny de 1932 – Girona, 22 d'agost de 2016) fou un periodista, advocat i escriptor català.

## Biografia
Es va llicenciar en dret per la Universitat de Barcelona i diplomar en Periodisme per l'Escola Oficial de Madrid. De 1957 a 1977 va exercir d'advocat i des del 1962, de periodista.
Entre 1955 i 1963 col·laborà a Ràdio Girona on va tenir cura de diversos programes. Com a periodista dugué a terme una àmplia activitat. Fou redactor en cap de la revista Vida Catòlica (1962-1967), va dirigir el setmanari Presència (1967-1980) i fou corresponsal de Tele/Exprés (1970-1980).
Fou cofundador de l'Associació de Premsa de Girona (1977) i, el 1985 del Col·legi de Periodistes de Catalunya.
Ha estat director del Centre d'Informació i Documentació de la Cambra de Comerç i Indústria de Girona (1975-1995) i va ser cap del Gabinet de Premsa i director del Butlletí d'aquesta Corporació. Des de 1979 va ser col·laborador del diari El Punt. Des de 2007 va ser president del Consell Editorial d'aquest diari. Des de 1985 va ser director de la Revista de Girona. El 2008, esdevingué president d'honor de la Fundació Rafael Masó de Girona. Des de 2006, fou membre del consell assessor de la Biblioteca Valvi, de Girona.
Fou membre corresponent de la Reial Acadèmia Catalana de Belles Arts de Sant Jordi des del 1987.

## Obra
- Girona grisa i negra (1972) (amb J.M Casero, J. Guillamet i P. Pujades)
- La Devesa, paradís perdut 1980
- Protagonistes de la història econòmica gironina (1981)
- Guia de la Girona monumental (1981)
- Girona ara i sempre: (una crònica) 1982
- Papers de butxaca 1986
- La Girona dels poetes (1986)
- Els jueus a les terres gironnes (amb R. Alberch) (1991)
- L'Empordà d'anar i tornar 1992
- Teoria i pràctica de Girona (1994)
- Guia literària de Girona (1995)
- Els epistolaris de Carles Rahola (amb J. Clara) (1996)
- Girona grisa i negra, després de 25 anys (1999) (amb Pius Pujades i Jaume Guillamet)
- Girona. Guia del visitant (amb J. Moreno) (2000)
- Girona grisa i negra, després de 27 anys (1999) (amb Pius Pujades i Jaume Guillamet) editada per l'Ajuntament de Girona
- Atles literari de les terres de Girona (amb Mariàngela Vilallonga) (2003)
- Arrels empresarials gironines (amb E. Mirambell) (2005)
- Rafael Masó i els noucentistes (2008)

## Premis
- Creu de Sant Jordi 2002
- Premi d'honor de la comunicació de la Diputació de Barcelona (2000)
- Distinció Ciutadania de l'Ajuntament de Girona (2001)
- Distinció al mèrit cultural de la Facultat de Lletres de la Universitat de Girona (2007)